# 3 000 mètres steeple féminin aux Jeux olympiques d'été de 2012
Navigation
Pékin 2008 Rio 2016
L'épreuve du 3 000 mètres steeple féminin aux Jeux olympiques de 2012 a eu lieu le 4 août pour les séries et le 6 août pour la finale dans le Stade olympique de Londres.
Les limites de qualifications étaient de 9 min 43 s 00 pour la limite A et de 9 min 48 s 00 pour la limite B.

## Records
Avant cette compétition, les records dans cette discipline étaient les suivants :
| Record du monde  | 8 min 58 s 81 | Gulnara Samitova-Galkina | Russie | 17 août 2008 | Pékin |
| Record olympique | 8 min 58 s 81 | Gulnara Samitova-Galkina | Russie | 17 août 2008 | Pékin |

## Médaillées
| Or            | Argent       | Bronze        |
| Habiba Ghribi | Sofia Assefa | Milcah Cheywa |

## Résultats

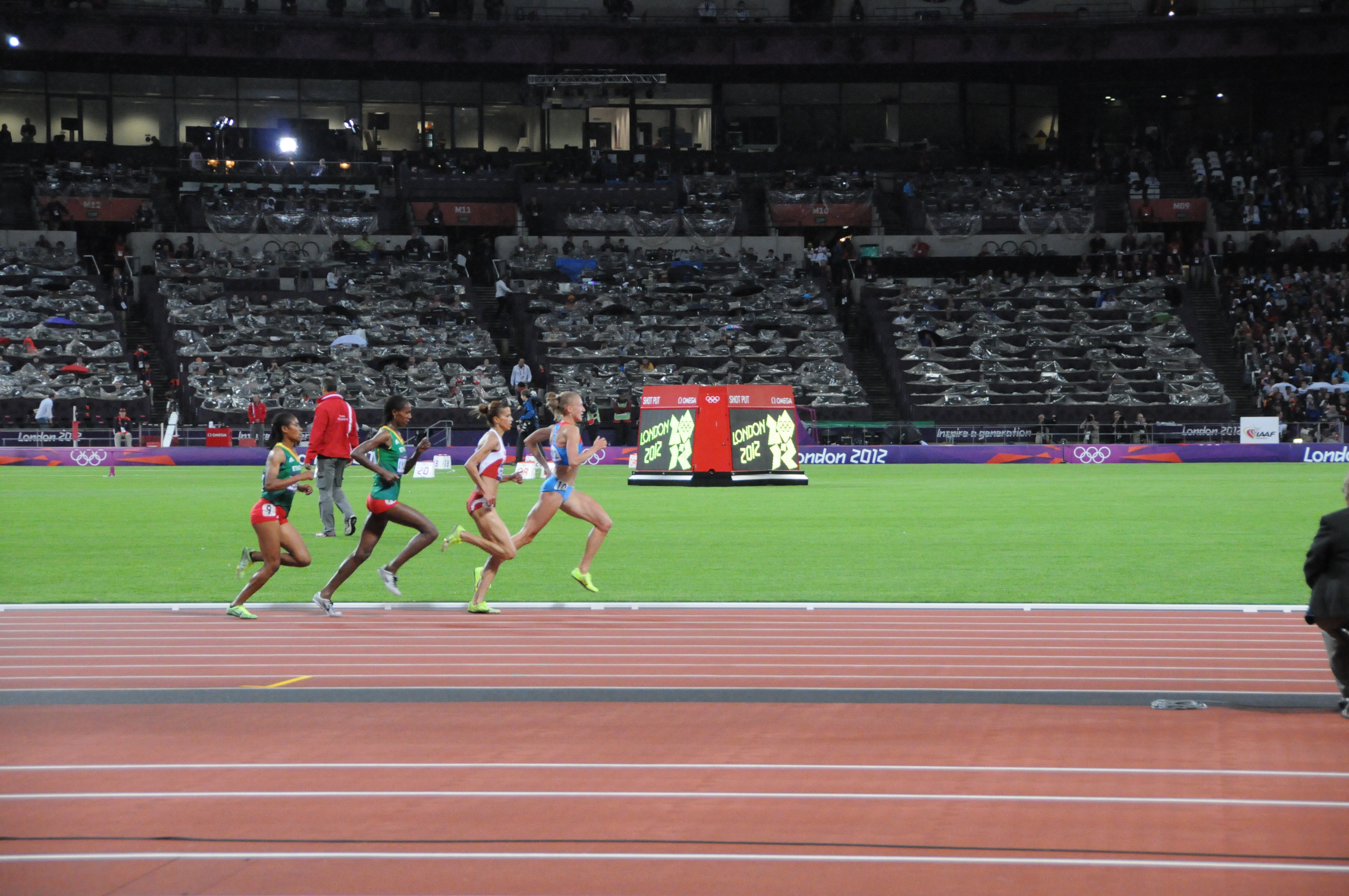
Yuliya Zaripova mène la course devant Ghribi, Assefa et Ayalew

En 2016, la Russe Yuliya Zaripova est disqualifiée pour dopage. Habiba Ghribi est déclarée gagnante.

### Finale (6 août)
| Rang               | Athlète                  | Nationalité | Résultat      | Notes |
| ------------------ | ------------------------ | ----------- | ------------- | ----- |
| DQ                 | Yuliya Zaripova          | Russie      | DQ (2016)     |       |
| Médaille d'or      | Habiba Ghribi            | Tunisie     | 9 min 08 s 37 | NR    |
| Médaille d'argent  | Sofia Assefa             | Éthiopie    | 9 min 09 s 84 |       |
| Médaille de bronze | Milcah Chemos Cheywa     | Kenya       | 9 min 09 s 88 |       |
| 4                  | Hiwot Ayalew             | Éthiopie    | 9 min 12 s 98 |       |
| 5                  | Etenesh Diro             | Éthiopie    | 9 min 19 s 89 | PB    |
| 6                  | Antje Moldner-Schmidt    | Allemagne   | 9 min 21 s 78 | SB    |
| 7                  | Gesa Felicitas Krause    | Allemagne   | 9 min 23 s 52 | PB    |
| 8                  | Emma Coburn              | États-Unis  | 9 min 23 s 54 | PB    |
| 9                  | Mercy Wanjiku Njoroge    | Kenya       | 9 min 26 s 73 |       |
| 10                 | Clarisse Cruz            | Portugal    | 9 min 32 s 44 |       |
| DQ                 | Marta Dominguez          | Espagne     | 9 min 36 s 45 |       |
| 11                 | Polina Jelizarova        | Lettonie    | 9 min 38 s 56 |       |
| 12                 | Bridget Franek           | États-Unis  | 9 min 45 s 51 |       |
| —                  | Gulnara Samitova-Galkina | Russie      | —             | DNF   |

### Qualifications (4 août)

#### Série 1
| Rang | Nom                      | Nationalité     | Résultat       | Notes | Qual. |
| ---- | ------------------------ | --------------- | -------------- | ----- | ----- |
| 1    | Gesa Felicitas Krause    | Allemagne       | 9 min 24 s 91  | PB    | Q     |
| 2    | Etenesh Diro             | Éthiopie        | 9 min 25 s 31  |       | Q     |
| 3    | Milcah Chemos Cheywa     | Kenya           | 9 min 27 s 09  |       | Q     |
| 4    | Polina Jelizarova        | Lettonie        | 9 min 27 s 21  | NR    | Q     |
| 5    | Gulnara Samitova-Galkina | Russie          | 9 min 28 s 76  |       | q     |
| 6    | Barbara Parker           | Grande-Bretagne | 9 min 32 s 07  |       |       |
| 7    | Li Zhenzhu               | Chine           | 9 min 34 s 29  | SB    |       |
| 8    | Diana Martín             | Espagne         | 9 min 35 s 77  | PB    |       |
| 9    | Genevieve LaCaze         | Australie       | 9 min 37 s 90  | PB    |       |
| 10   | Korene Hinds             | Jamaïque        | 9 min 37 s 95  | SB    |       |
| 11   | Salima El Ouali Alami    | Maroc           | 9 min 44 s 62  |       |       |
| 12   | Shalaya Kipp             | États-Unis      | 9 min 48 s 33  |       |       |
| 13   | Sudha Singh              | Inde            | 9 min 48 s 86  |       |       |
| 14   | Sviatlana Kudzelich      | Biélorussie     | 9 min 54 s 77  |       |       |
| 15   | Binnaz Uslu              | Turquie         | 10 min 31 s 00 |       |       |

#### Série 2
| Rang | Nom                 | Nationalité | Résultat       | Notes | Qual. |
| ---- | ------------------- | ----------- | -------------- | ----- | ----- |
| 1    | Sofia Assefa        | Éthiopie    | 9 min 25 s 42  |       | Q     |
| 2    | Habiba Ghribi       | Tunisie     | 9 min 27 s 42  | SB    | Q     |
| 3    | Emma Coburn         | États-Unis  | 9 min 27 s 51  |       | Q     |
| 4    | Marta Domínguez     | Espagne     | 9 min 29 s 71  |       | Q     |
| 5    | Clarisse Cruz       | Portugal    | 9 min 30 s 06  | PB    | q     |
| 6    | Yelena Orlova       | Russie      | 9 min 33 s 14  |       |       |
| 7    | Valentyna Zhudina   | Ukraine     | 9 min 37 s 90  |       |       |
| 8    | Lydia Chebet Rotich | Kenya       | 9 min 42 s 03  |       |       |
| 9    | Stephanie Reilly    | Irlande     | 9 min 44 s 77  |       |       |
| 10   | Gülcan Mıngır       | Turquie     | 9 min 47 s 35  |       |       |
| 11   | Katarzyna Kowalska  | Pologne     | 9 min 48 s 60  |       |       |
| 12   | Beverly Ramos       | Porto Rico  | 9 min 55 s 26  |       |       |
| 13   | Cristina Casandra   | Roumanie    | 9 min 58 s 83  |       |       |
| 14   | Yin Annuo           | Chine       | 10 min 09 s 10 |       |       |
| 15   | Ángela Figueroa     | Colombie    | 10 min 25 s 60 |       |       |

#### Série 3
| Rang | Nom                   | Nationalité     | Résultat       | Notes | Qual. |
| ---- | --------------------- | --------------- | -------------- | ----- | ----- |
| 1    | Hiwot Ayalew          | Éthiopie        | 9 min 24 s 01  |       | Q     |
| 2    | Yuliya Zaripova       | Russie          | 9 min 25 s 68  |       | Q     |
| 3    | Mercy Wanjiku Njoroge | Kenya           | 9 min 25 s 99  |       | Q     |
| 4    | Antje Moldner-Schmidt | Allemagne       | 9 min 26 s 57  | SB    | Q     |
| 5    | Bridget Franek        | États-Unis      | 9 min 29 s 86  |       | q     |
| 6    | Ancuța Bobocel        | Roumanie        | 9 min 31 s 06  |       |       |
| 7    | Dorcus Inzikuru       | Ouganda         | 9 min 35 s 29  |       |       |
| 8    | Sandra Eriksson       | Finlande        | 9 min 50 s 71  |       |       |
| 9    | Eilish McColgan       | Grande-Bretagne | 9 min 54 s 36  |       |       |
| 10   | Kaltoum Bouaasayriya  | Maroc           | 9 min 58 s 77  |       |       |
| 11   | Silvia Danekova       | Bulgarie        | 9 min 59 s 52  |       |       |
| 12   | Svitlana Shmidt       | Ukraine         | 10 min 01 s 09 |       |       |
| 13   | Özlem Kaya            | Turquie         | 10 min 03 s 52 |       |       |
| 14   | Matylda Szlęzak       | Pologne         | 10 min 08 s 84 |       |       |

## Légende
Records et Performances
- AR : Record continental (area record)
- CR : Record des championnats (championship record)
- MR : Record du meeting (meet record)
- NR : Record national (national record)
- OR : Record olympique (olympic record)
- PR : Record paralympique (paralympic record)
- PB : Record personnel (personal best)
- SB : Meilleure performance personnelle de la saison (season's best)
- WL : Meilleure performance mondiale de l'année (world leader)
- WJR : Record du monde junior (world junior record)
- WR : Record du monde (world record)

Circonstances et Conditions
- DNF : N'a pas terminé (did not finish)
- DNS : N'a pas pris le départ (did not start)
- DQ : Disqualification (disqualification)
- NM : Aucun essai valable enregistré (No Mark)
- Q : Qualifié « directement » au prochain tour (ou à la prochaine compétition), lors d'une compétition majeure, grâce au classement ou à la réalisation des minima (automatic qualifier)
- q : Qualifié au prochain tour (ou à la prochaine compétition), lors d'une compétition majeure, grâce au repêchage ou à la réalisation de l'une des meilleures performances parmi celles des « non qualifiés directement » (grâce au meilleur temps ou à la meilleure distance par exemple) (secondary qualifier)